# Лошо възпитание
„Лошо възпитание“ (на испански: La mala educación) е испанска драматичен филм от 2004 г. на режисьора Педро Алмодовар. Във филма участват Гаел Гарсия Бернал, Феле Мартинес, Даниел Хименес Качо, Луис Хомар и Франсиско Бойра.
Филмът е пуснат по кината в Испания на 19 март 2004 г. и на 10 септември 2004 г. в Мексико.